# Pitiglianoïta
La pitiglianoïta és un mineral de la classe dels silicats que pertany al grup de la cancrinita. Va ser anomenada en honor de la ciutat de Pitigliano, prop d'on va ser descoberta.

## Característiques
La pitiglianoïta és un tectosilicat de fórmula química K₂Na₆(Si₆Al₆)O₂₄(SO₄)·2H₂O. Cristal·litza en el sistema hexagonal. Es troba en forma de prismes hexagonals de fins a 4 mm. La seva duresa a l'escala de Mohs és 5.
Segons la classificació de Nickel-Strunz, la pitiglianoïta pertany a «09.FB - Tectosilicats sense H₂O zeolítica amb anions addicionals» juntament amb els següents minerals: afghanita, bystrita, cancrinita, cancrisilita, davyna, franzinita, giuseppettita, hidroxicancrinita, liottita, microsommita, quadridavyna, sacrofanita, tounkita, vishnevita, marinellita, farneseïta, alloriïta, fantappieïta, cianoxalita, balliranoïta, carbobystrita, depmeierita, kircherita, bicchulita, danalita, genthelvita, haüyna, helvina, kamaishilita, lazurita, noseana, sodalita, tsaregorodtsevita, tugtupita, marialita, meionita i silvialita.

## Formació i jaciments
La pitiglianoïta va ser descoberta a Case Collina, a Pitigliano (Província de Grosseto, Toscana, Itàlia) en blocs metasomatitzats de materials volcànics. També ha estat descrita a altres indrets d'Itàlia i a la mina Monastery, a Clocolan (Estat Lliure, Sud-àfrica).